# Die Wende
El término Die Wende (en alemán: «El punto de inflexión») se refiere al proceso sociopolítico que permitió la progresiva incorporación al Liberalismo de la República Democrática Alemana (RDA) entre mayo de 1989 y marzo de 1990. Esto permitió comenzar las negociaciones entre la RDA y la República Federal Alemana (RFA) para la reunificación alemana. Los eventos decisivos fueron:
- La Revolución Pacífica, que consistió en una serie de manifestaciones populares, destacando entre ellas las Manifestaciones del lunes y la de Alexanderplatz.
- La apertura de los cruces fronterizos entre la RDA y la RFA.
- La celebración de las primeras elecciones legislativas libres en la RDA, resultado de los Acuerdos de la Mesa Redonda entre representantes de la oposición y el gobierno germano oriental.

## Antecedentes
Las políticas de reestructuración y transparencia promovidas por el secretario general del Partido Comunista de la Unión Soviética Mijaíl Gorbachov, supusieron la restauración de la soberanía plena en los países miembros del Pacto de Varsovia y el reemplazo de la Doctrina Brézhnev. Ello afectó severamente la estabilidad del régimen socialista en la RDA, debido a que Gorbachov prohibió cualquier tipo de intervención (incluyendo la militar) en la política interior de los miembros del Pacto, entre los cuales se encontraba la RDA. En caso de que se produjera una insurrección popular o hubiera una liberalización política en Alemania Oriental no intervendría el Ejército Rojo, como ocurrió años antes en la insurrección de 1953, en Poznań, Polonia, en Hungría en 1956 y en Checoslovaquia en 1968.
Antes de la apertura económica, política y social efectuada por Gorbachov, el 31 de agosto de 1980 los trabajadores de los astilleros de Gdańsk (que fundaron el sindicato independiente Solidarność) exigieron al gobierno polaco respetar los derechos de los trabajadores, así como la legalización de sindicatos independientes. La imposición de la ley marcial en Polonia de 1981 a 1983 durante el régimen de Wojciech Jaruzelski y la persecución de sus miembros los obligó a  permanecer en la clandestinidad. Entre el 6 de febrero y el 5 de abril de 1989 se realizaron los Acuerdos de la Mesa Redonda entre representantes del gobierno polaco y el sindicato Solidarność. Durante las negociaciones se acordaron la legalización de este sindicato, la implantación de un sistema semipresidencial, el restablecimiento del Senado de Polonia, la celebración de elecciones para los escaños del senado y para el 35% de los escaños del Sejm (cámara baja del parlamento polaco) y el derecho a la libertad de expresión. Paralelamente a la liberalización política en Polonia, en 1988 se retiró János Kádár como Secretario General del Partido Socialista Obrero Húngaro. Su sucesor fue el primer ministro Károly Grósz y este, fue reemplazado por Miklós Németh, un miembro del Consejo de Ministros. El gobierno húngaro convino con los opositores al régimen en abril de 1989 el establecimiento de un sistema pluripartidista y la realización de las elecciones presidenciales en 1990.

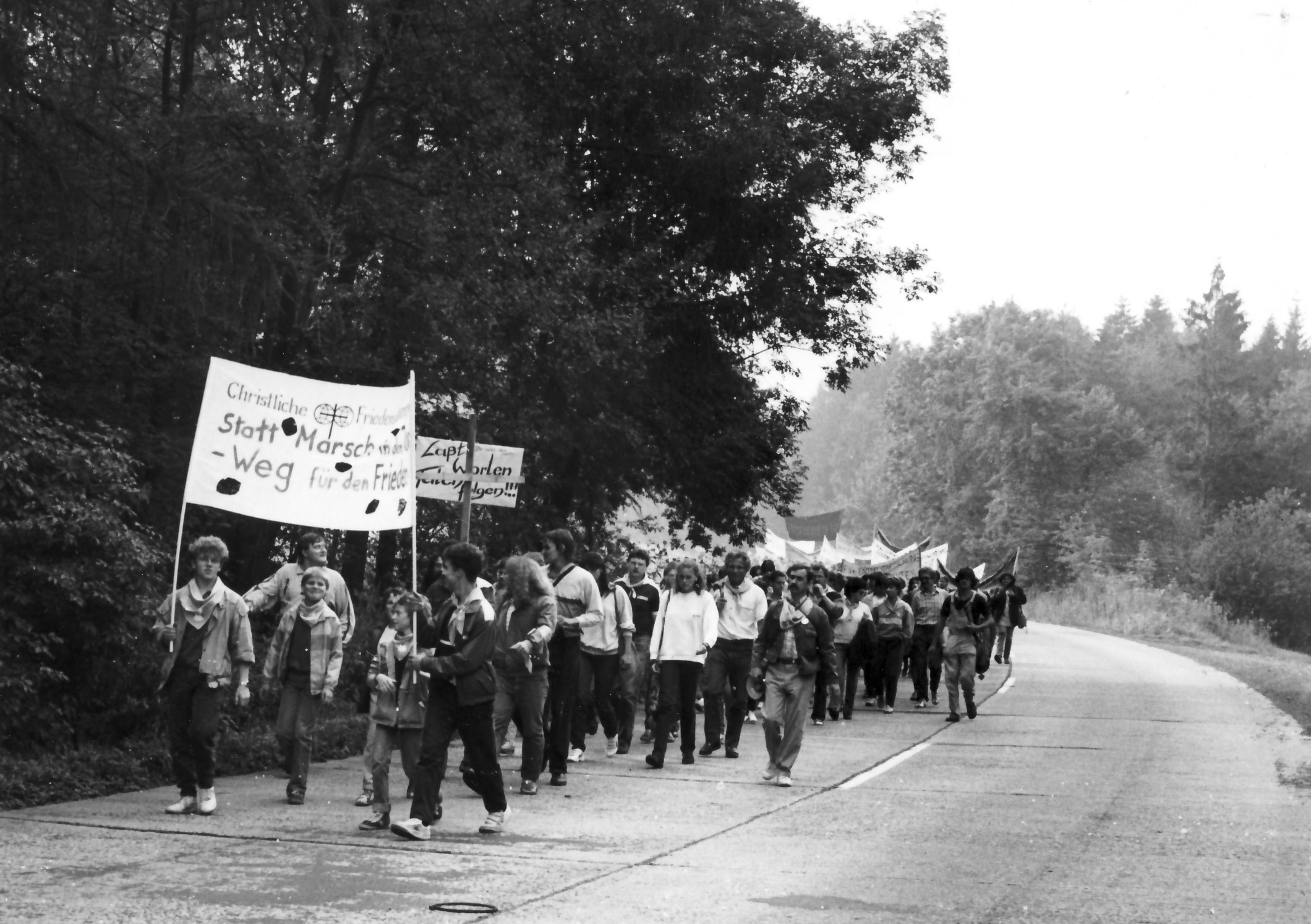
La marcha por la paz de 1987 fue una de las primeras manifestaciones que exigieron cambios en el gobierno de la RDA.

Pese a las cambios políticos y económicos acontecidos en la Unión Soviética, Polonia y Hungría, el secretario general del PSUA Erich Honecker rechazó cualquier intento de aplicar reformas liberalizadoras, aunque estas fueran moderadas. Igualmente, el gobierno de este país reprimió las protestas que simpatizaran con las acciones del gobierno soviético.  La ineficiencia del Estado germano oriental fomentó la proliferación de manifestaciones en favor de la reivindicación de las libertades políticas e individuales; y el respeto y cumplimiento de la dignidad humana, del Estado de Derecho establecido en la RDA, el pluralismo político, la objeción de conciencia y la protección del medio ambiente.
Uno de los primeros movimientos cívicos en la RDA fue Iniciativa por la Paz y los Derechos Humanos, organización secular fundada en 1985 e inspirado en el manifiesto político checoslovaco Carta 77. Sus miembros más destacados fueron Ulrike y Gerd Poppe, Wolfgang Templin y Bärbel Bohley, quienes posteriormente tomarían parte en las manifestaciones en contra del gobierno germano oriental en 1989 como líderes de la oposición. Fuera de esta iniciativa, en la década de 1980 hubo dos protestas marginales en las cuales sus participantes disentían respecto a las políticas del gobierno de la RDA: La marcha por la paz en honor a Olof Palme el 17 de septiembre de 1987 y las protestas de estudiantes de Berlín en 1988. La primera exigía al gobierno germano oriental conservar el medio ambiente y el fin de la carrera armamentística entre los países de la OTAN y el Pacto de Varsovia, mientras que la segunda repudiaba la expulsión de varios estudiantes del instituto Carl von Ossietzky por recolectar firmas en respaldo a Solidarność.

## Revolución pacífica en Alemania Oriental

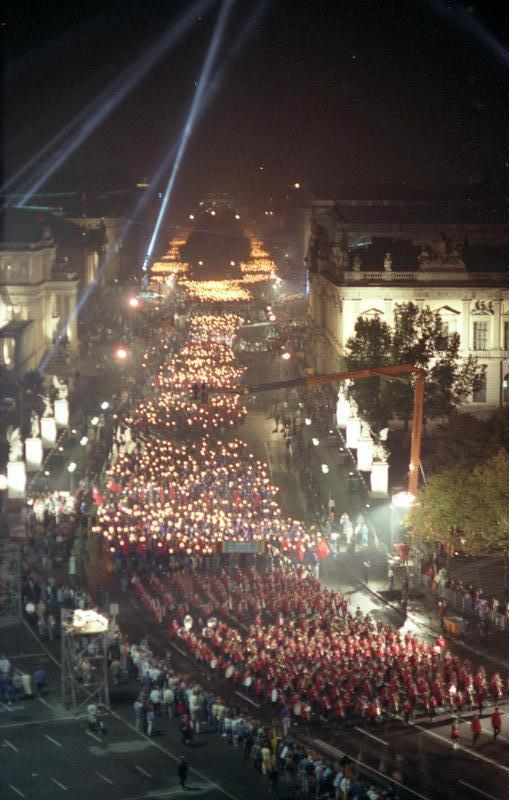
Desfile conmemorando los cuarenta años de la fundación de la RDA.

### Cambios en el gobierno de la RDA
La creación de un Estado democrático en la RDA y en defensa de la libertad de circulación fueron las consignas de las protestas semanales conocidas como las «Manifestaciones del lunes». Se caracterizaron por la poca o nula represión ejercida por la Volkspolizei y la Stasi hacia los participantes de las protestas. La primera de ellas tuvo lugar el 4 de septiembre de 1989 en la Iglesia de San Nicolás en Leipzig, con una presencia de 1000 participantes. En los últimos meses de 1989, se presenciaron manifestaciones en las ciudades de Dresde, Halle, Karl-Marx-Stadt (actualmente Chemnitz), Magdeburgo, Plauen, Potsdam, Rostock y Schwerin, aunque con menor participación y sin periodicidad.
A pesar de las protestas y el descontento general, el gobierno de la RDA conmemoró el 7 de octubre de 1989 el cuadragésimo aniversario de la fundación de la RDA. Mientras los desfiles militares tenían lugar en Berlín, la represión de la Volkspolizei dispersó varias manifestaciones que pretendían obstruir la circulación de los desfiles. Este acto conmemorativo contó con la presencia de mandatarios provenientes de países socialistas, destacándose Todor Zhivkov, Miloš Jakeš, Nicolae Ceauşescu, Mijaíl Gorbachov (secretarios generales de Bulgaria, Checoslovaquia, Rumanía y la Unión Soviética, respectivamente) y el presidente polaco Wojciech Jaruzelski. Durante este acto oficial, Gorbachov criticó la inamovilidad del gobierno germano oriental con respecto a la aplicación de reformas económicas y políticas.
Posterior a la celebración de los cuarenta años de la RDA, la dirección del Comité Central del PSUA sufrió un debilitamiento debido a conflictos internos, los cuales derivaron en la aparición de fracciones de políticos moderados y de línea dura. El consenso del Comité Central del PSUA forzó la dimisión de Erich Honecker el 18 de octubre de 1989 como secretario general de la RDA y del propio Comité Central, e invistió a Egon Krenz con los cargos que desempeñaba Honecker. No obstante, la dimisión de Honecker no fue suficiente para los miembros de la Academia de Ciencias de la RDA, quienes exigían la sustitución de los miembros del Politburó del PSUA. Las protestas del 30 de octubre y 6 de noviembre de 1989 contaron con una presencia de entre 320.000 y 500.000 personas respectivamente, siendo éstas las de mayor participación entre las Manifestaciones del Lunes. La mayor concentración de manifestantes se reunió en las ciudades de Leipzig, Dresde, Halle y Karl-Marx-Stadt. Ambas manifestaciones, junto con la de Alexanderplatz el 4 de noviembre, precipitaron la renuncia de nueve miembros del gobierno germano oriental, incluyendo la del Presidente del Consejo de Ministros Willi Stoph el 8 de noviembre de 1989. Los otros políticos que dimitieron fueron Hermann Axen, Kurt Hager, Werner Krolikowski, Erich Mielke, Erich Mückenberger, Alfred Neumann, Horst Sindermann y Harry Tisch. Así mismo, fueron admitidos cuatro miembros nuevos en el Politburó, entre los que se encontraba el primer secretario del PSUA en Dresde Hans Modrow. Ese mismo día, el gobierno de la RDA aceptó una convocatoria de elecciones libres y legalizó el partido opositor Foro Nuevo.

### Apertura de la frontera austro-húngara

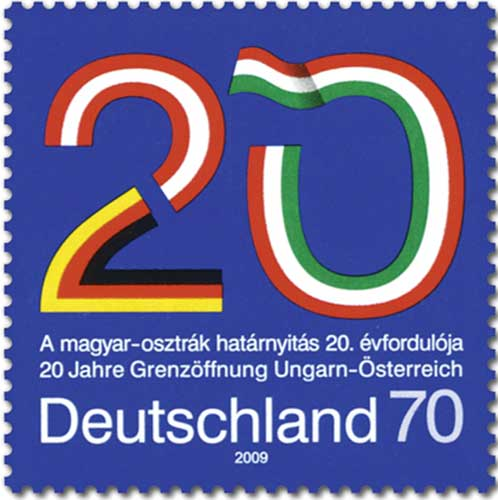
Estampilla conmemorativa con motivo de los veinte años de la apertura de la frontera austro-húngara.

El 2 de mayo de 1989, el primer ministro húngaro Miklós Németh ordenó la desmantelación de los controles fronterizos en la frontera entre Hungría y Austria, por lo cual muchos ciudadanos de la RDA se movilizaron hacia el primero buscando una alternativa para viajar hacia el oeste de Europa, en particular hacia la RFA. Al mismo tiempo, muchas personas se congregaron en  la Representación Permanente de la RFA de Berlín Este y sus embajadas entre agosto y septiembre de 1989 en Budapest, Praga y Varsovia para solicitar autorizaciones de viaje hacia la RFA; aunque dichas instituciones suspendieron inmediatamente sus servicios debido al exceso de peticiones.
La celebración del Pícnic Paneuropeo en la ciudad húngara de Sopron el 19 de agosto facilitó la partida desde la RDA hacia Austria pasando por Hungría; durante este episodio lograron escapar unas 661 personas a través de la frontera austro-húngara. El 11 de septiembre el gobierno húngaro decretó la apertura de las fronteras entre Austria y Hungría para los ciudadanos germano orientales, sin solicitar documentos de viaje; e invalidó así un tratado firmado por los gobiernos de Hungría y la RDA que restringía el paso de cualquier ciudadano de ambos países hacia cualquier nación de Europa Occidental a través de sus fronteras. Ya el 30 de septiembre de 1989, más de 30.000 ciudadanos de la RDA habían atravesado la frontera austro-húngara, mientras que otros 14.000 habían llegado a la RFA con autorización de las embajadas en Praga.
Para evitar un éxodo migratorio hacia Hungría, el gobierno oriental alemán clausuró los cruces fronterizos hacia Checoslovaquia desde el 3 de octubre de 1989. La anulación de dicha ordenanza el 1 de noviembre generó una nueva oleada de emigrantes germano orientales hacia Checoslovaquia y Hungría, algunos de los cuales se movilizaron dos días después hacia la embajada de la RFA en Praga.

### Caída del Muro de Berlín

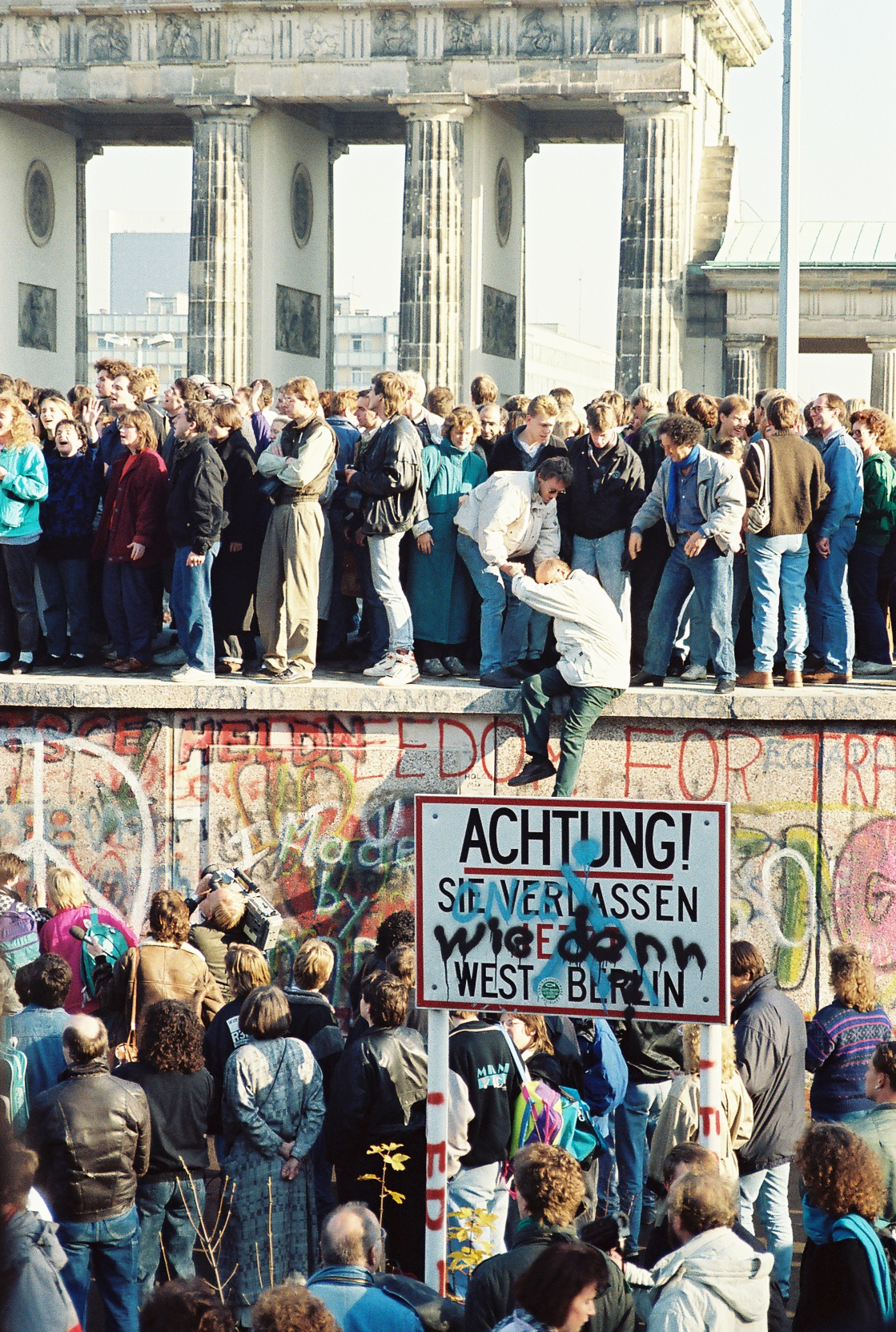
La caída del muro de Berlín fue uno de los sucesos más significativos que revelaron los cambios que se estaban llevando a cabo en la RDA.

En la tarde del 9 de noviembre de 1989, el portavoz del Comité Central Günter Schabowski concedió una conferencia de prensa para anunciar la derogación de las limitaciones impuestas a los permisos de viajes para los ciudadanos germano orientales, así como la autorización para atravesar los pasos fronterizos entre ambos países alemanes. Esta era la resolución del Comité Central del PSUA, en consideración del ingente éxodo de alemanes orientales hacia la RFA atravesando Checoslovaquia y Hungría. Cuando el periodista italiano Riccardo Ehrman preguntó a Schabowski: «¿Cuánto entrará en vigor la medida?»; este último respondió: «Según tengo entendido, inmediatamente».
Tras la concesión de permisos de viaje y la apertura de los pasos de la frontera interalemana, miles de personas se dirigieron hacia los cruces fronterizos, incluyendo los del muro de Berlín. Los guardias se mostraron renuentes ante la eventual apertura del paso de Bornholmer Straße hacia Berlín Occidental, luego declinaron ante la multitud creciente de personas tanto a pie como en coche que solicitaban cruzar la frontera. Como último recurso, los guardias invalidaron los pasaportes de aquellos que cruzaron la frontera, dejándolos como expatriados; sin embargo, esta medida de contención resultó inviable. Entre el 9 y 10 de noviembre, una multitud de berlineses (tanto del sector occidental como del oriental) acudieron a la Puerta de Brandeburgo para encaramarse sobre el muro; otros decidieron desmoronarlo con martillos y cinceles. Hacia enero de 1990, se autorizó el acceso a través de veinticinco cruces fronterizos. La desmantelación de los 45.000 segmentos del muro, las vallas de señalización, las torres de observación y las trincheras adyacentes al muro fue encargada a los efectivos de la guardia fronteriza de la RDA. Tras los sucesos ocurridos en Berlín, el canciller de la RFA Helmut Kohl, suspendió una visita oficial en Varsovia para pronunciar un discurso en el ayuntamiento de Schöneberg en Berlín, el 10 de noviembre.
Los habitantes de la RDA que se dirigieron a la RFA (incluyendo Berlín Oeste) a través de cualquier cruce de la frontera interalemana recibieron una bienvenida y una bonificación monetaria de 100 marcos por persona conocida como Begrüßungsgeld (Dinero de bienvenida). En concepto de bonificaciones monetarias, el Estado germano occidental hubo entregado un total de 625 millones de marcos a los ciudadanos de la RDA.